# Fédération de Hong Kong de football
La Fédération de Hong Kong de football (anglais : The Hong Kong Football Association Ltd. ou HKFA) est une association regroupant les clubs de football de Hong Kong et organisant les compétitions nationales et les matchs internationaux de la sélection de Hong Kong.
La fédération nationale de Hong Kong est fondée en 1914. Elle est affiliée à la FIFA depuis 1954 et est membre de l'AFC depuis 1954 également.